# Günter Kuhl
Günter Kuhl  (* 14. Dezember 1907 in Barmen; † 9. Dezember 1948 in Hameln) war ein deutscher Jurist, SS-Obersturmbannführer und leitender Gestapomitarbeiter.

## Biografie
Günter Kuhl war der Sohn des Oberschullehrers Eduard Kuhl und dessen Ehefrau Paula, geborene Ispert. Er wuchs in einer autoritären Familie auf. Nach dem Abitur 1928 zwang ihn sein Vater, Rechtswissenschaften zu studieren, was der Sohn an den Universitäten in Freiburg im Breisgau und Bonn auch tat. Während seines Studiums wurde er im Sommersemester 1928 Mitglied der Burschenschaft Alemannia Freiburg. Die erste juristische Staatsprüfung legte er im Oktober 1932 am Oberlandesgericht Düsseldorf ab. Mit der Dissertation „Das Verhältnis von Verschulden, Verantwortlichkeit und Bösgläubigkeit Minderjähriger auf Grund des § 828 BGB“ wurde er 1935 in Freiburg zum Dr. jur. promoviert. Nach der Rechtsreferendarzeit bestand er 1937 das zweite juristische Staatsexamen und war anschließend am Amtsgericht Wuppertal-Barmen als Richter beschäftigt. Weil Kuhl das Examen nur mit der vergleichsweise schlechten Note ausreichend bestanden hatte, sahen seine Berufsaussichten bei Weiterverfolgung des üblichen Weges eher schlecht aus. So orientierte er sich um und kam schließlich zur Gestapo.
Kuhl war bereits nach der Machtübergabe an die Nationalsozialisten zum 1. Mai 1933 der NSDAP (Mitgliedsnummer 1.947.319) und noch im selben Jahr der SA beigetreten. Von der SA wechselte er 1938 zur SS (SS-Nr. 308.005). Spätestens 1938 wurde Kuhl als Regierungsassessor bei der Gestapo in Hamburg tätig. Im Juli 1938 übernahm er von Bruno Streckenbach die Leitung der Staatspolizeileitstelle Hamburg, bis ihm 1940 Heinrich Seetzen in dieser Funktion nachfolgte. In die Hamburger Zeit fiel 1939 die Hochzeit mit seiner Frau, die einer Kaufmannsfamilie entstammte. Im Oktober 1942 wurde er zur Staatspolizeistelle Braunschweig versetzt, die er als Nachfolger Horst Freytags offiziell von Anfang Januar 1943 zunächst als Regierungsrat und ab 1944 als Oberregierungsrat bis zum Kriegsende leitete. Innerhalb der SS stieg er im November 1944 bis zum SS-Obersturmbannführer auf.
Nach dem Ende des Zweiten Weltkrieges versuchte Kuhl vergeblich, sich der alliierten Strafverfolgung durch Flucht zu entziehen, kam aber schnell in Kriegsgefangenschaft und wurde im Zuchthaus Hameln inhaftiert, wo ihn 1948 ein britisches Militärgericht u. a. wegen Kriegsverbrechen im Arbeitserziehungslager Hallendorf anklagte. In dem von der Gestapo geführten Lager befanden sich Zwangsarbeiter, die für die Reichswerke Hermann Göring in Salzgitter arbeiten mussten. Dabei kamen etwa 3000 dieser Arbeiter zu Tode bzw. wurden ermordet. Als Dienststellenleiter der Gestapo in Braunschweig war Kuhl zumindest an einigen dieser Todesfälle beteiligt bzw. bei Erschießungen anwesend gewesen.
Das Militärgericht verurteilte Günter Kuhl zum Tode. Am 9. Dezember 1948 wurde das Urteil im Zuchthaus Hameln vollstreckt.

## Aufarbeitung der Taten des Vaters durch den Sohn
Günter Kuhls einziges Kind Dirk Kuhl wurde 1940 in Hamburg geboren. Der Sohn erfuhr erst im Alter von 18 Jahren die Wahrheit über die Taten und die Todesumstände des Vaters. Seine Mutter hatte ihn bis dahin in dem Glauben gelassen, der Vater sei „in britischer Kriegsgefangenschaft an einer Krankheit gestorben“ und sei ansonsten „charmant und ein guter Tänzer“ gewesen und habe „nichts Unrechtes getan“.
Seither macht es sich Dirk Kuhl zur Aufgabe, über seine Familiengeschichte, die Taten seines Vaters, die Verdrängung seiner Mutter und seinen Umgang mit und seine Art der Bewältigung mit der eigenen Familiengeschichte öffentliche Vorträge, z. B. vor Jugendlichen, zu halten, Interviews zu geben und an (internationalen) Diskussionsrunden teilzunehmen.